# Sociálně vyloučená lokalita

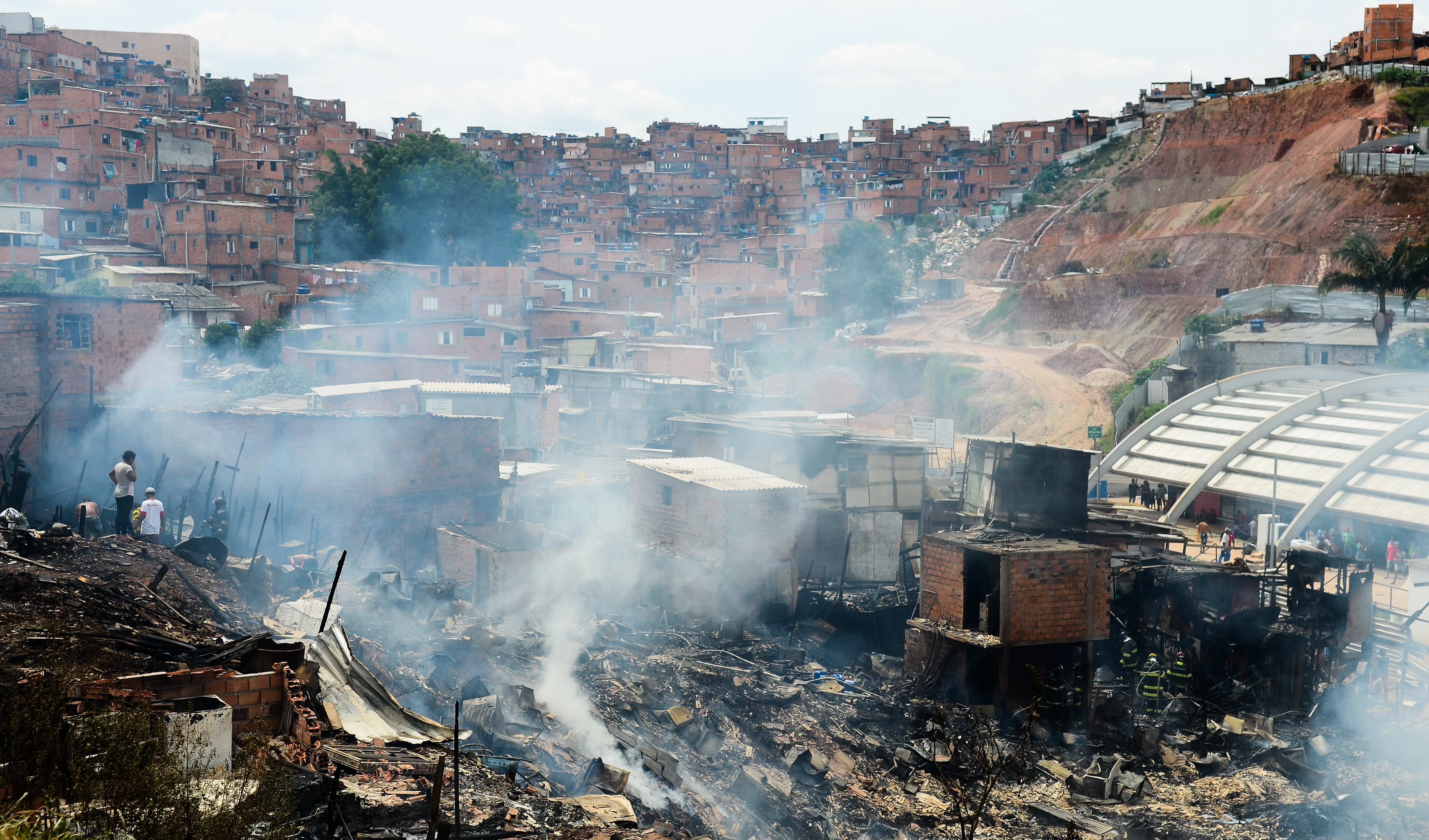
Favela Paraisópolis v São Paulu (Brazílie) po požáru v roce 2017

Jako sociálně vyloučená lokalita je označováno místo, kde se soustřeďují lidé, poznamenaní exkluzí neboli sociálním vyloučením. Takovým prostorem může být městská čtvrť, ulice, dům či skupina domů nebo oddělená osada. Majoritní společnost zpravidla takové místo vnímá negativně a spojuje jej s označením „ghetto“, „špatná adresa“ či „problémové místo“.

## Základní charakteristika
Sociální vyloučení je obvykle dáno souběhem několika faktorů, jejichž důsledkem je omezení přístupu těchto osob ke vzdělání, sociálním službám a na trh práce, omezení kontaktů se sociálním okolím, veřejným a politickým životem a ztížené možnosti řešení osobních problémů, jako je například nemoc či zadlužení. Specifickou roli při exkluzi hraje etnicita. Kromě chudoby a vyloučenosti obyvatel bývá prostředí sociálně vyloučené lokality poznamenáno nízkou kvalitou bydlení, špatnými hygienickými poměry a v neposlední řadě též zvýšeným výskytem rizikových forem chování tamních obyvatel, jako je kriminalita, alkoholismus, narkomanie či gamblerství.

## Sociálně vyloučené lokality v České republice

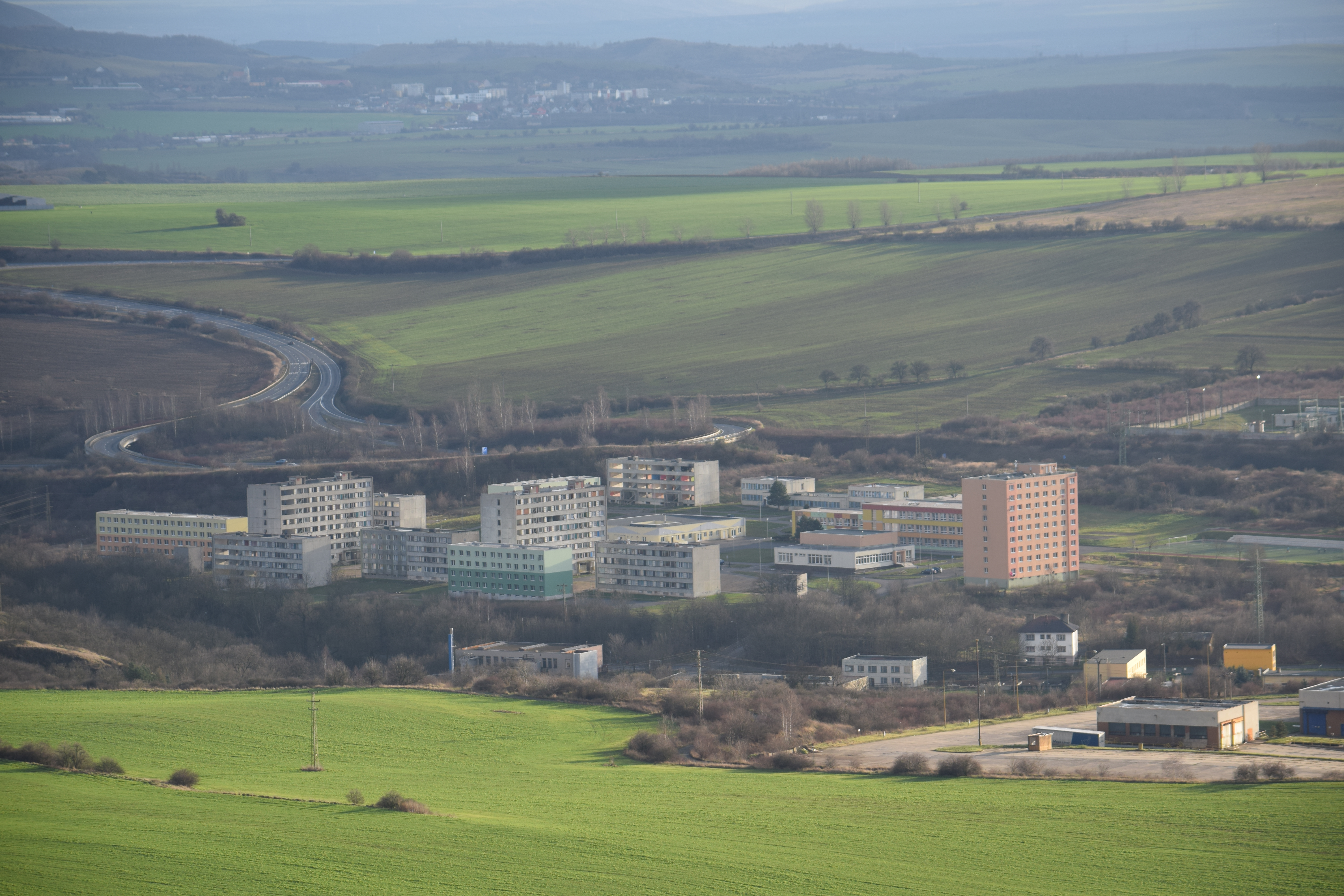
Mostecké sídliště Chanov

V období od 1. ledna 2014 do 31. května 2015 realizovalo Ministerstvo práce a sociálních věcí České republiky výzkumný projekt, nazvaný "Analýza sociálně vyloučených lokalit v ČR". Cílem projektu bylo zkoumání vývoje sociálně vyloučených lokalit a porovnání aktuální situace se stavem v roce 2006. Součástí projektu bylo také vytvoření souboru interaktivních map těchto lokalit.
Na základě zmíněného projektu bylo zkoumáno 606 sociálně vyloučených lokalit na území 297 obcí a měst v Česku. Celkový počet obyvatel zkoumaných lokalit byl odhadnut na 95 000 – 115 000, přičemž více než polovinu (53 %) z tohoto počtu tvořili lidé ve věku od 16 do 60 let a dalších 43 % děti do 15 let. Podíl nezaměstnaných osob v produktivním věku byl zpravidla odhadnut na 80–85 %, přičemž podíl osob se základním vzděláním činil přibližně 75 %.
Největší počet sociálně vyloučených lokalit – celkem 89 s počtem 36 000 až 38 500 obyvatel – byl identifikován v Ústeckém kraji. Následuje kraj Moravskoslezský se 72 lokalitami, poté Středočeský kraj (64 lokalit), dále kraj Olomoucký (62 lokalit) a Karlovarský (61 lokalit).

## Příklady zahraničních lokalit

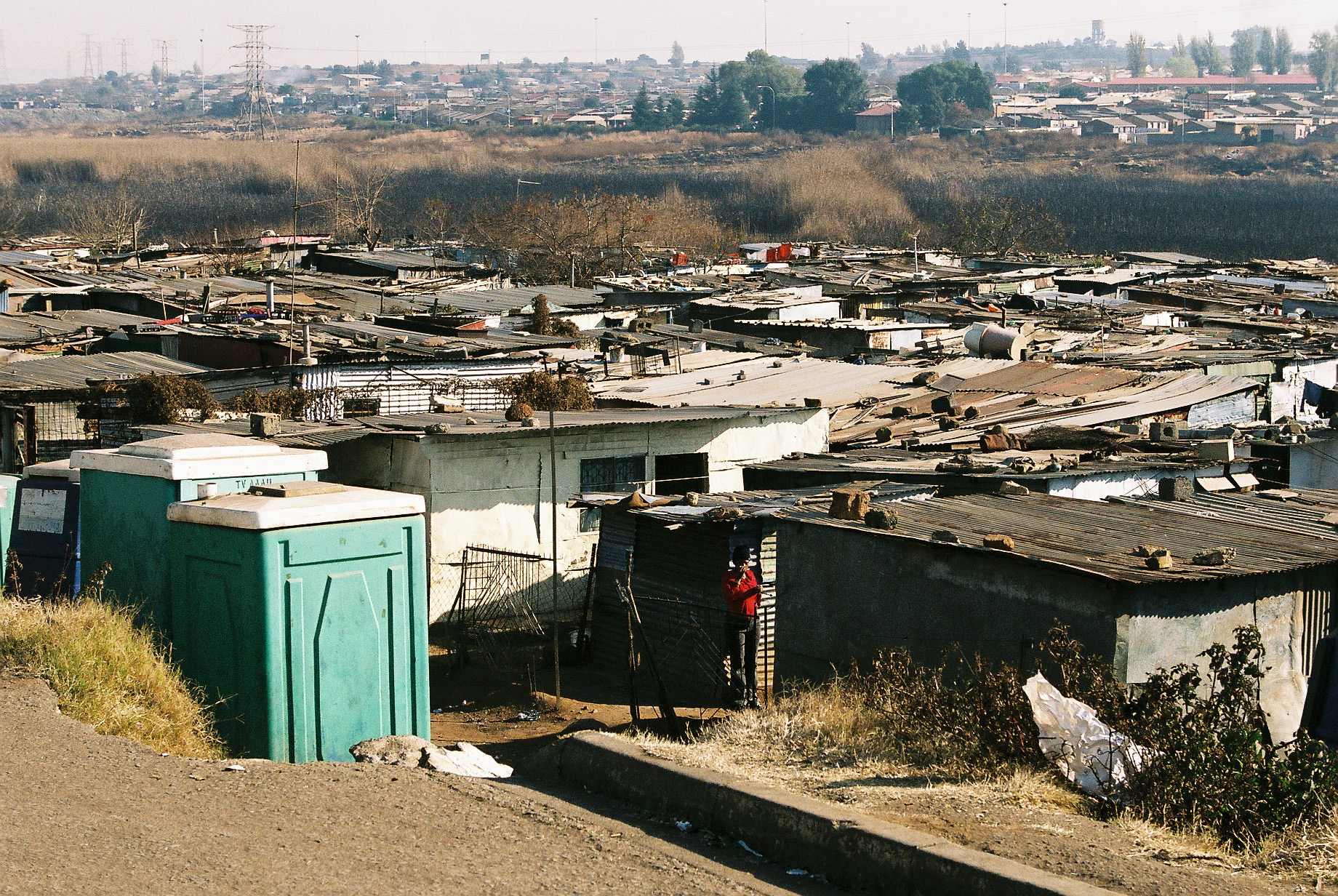
Kliptown, jedna z nejchudších částí jihoafrického Soweta
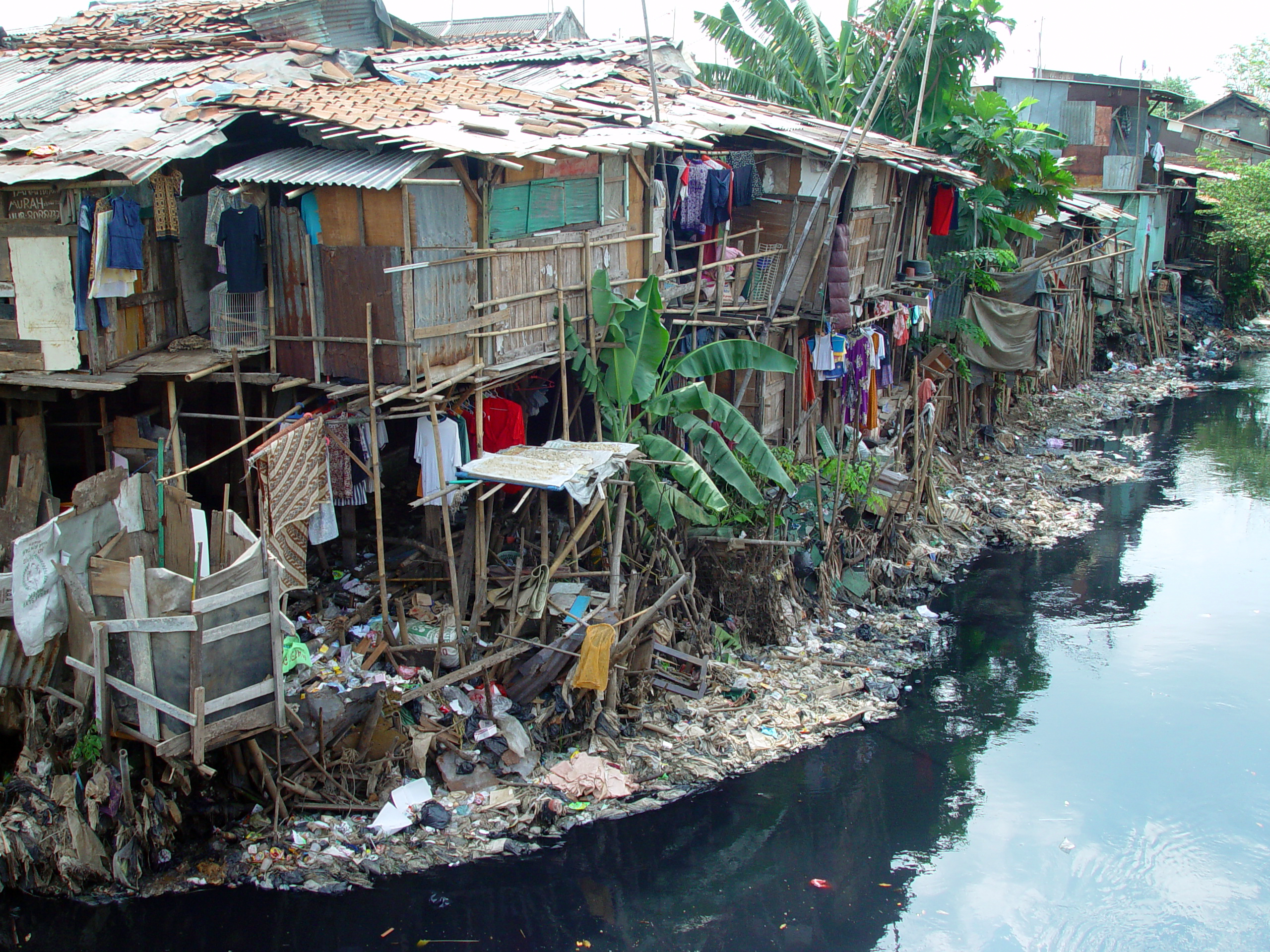
Slum uprostřed bažin, Jakarta, Indonésie
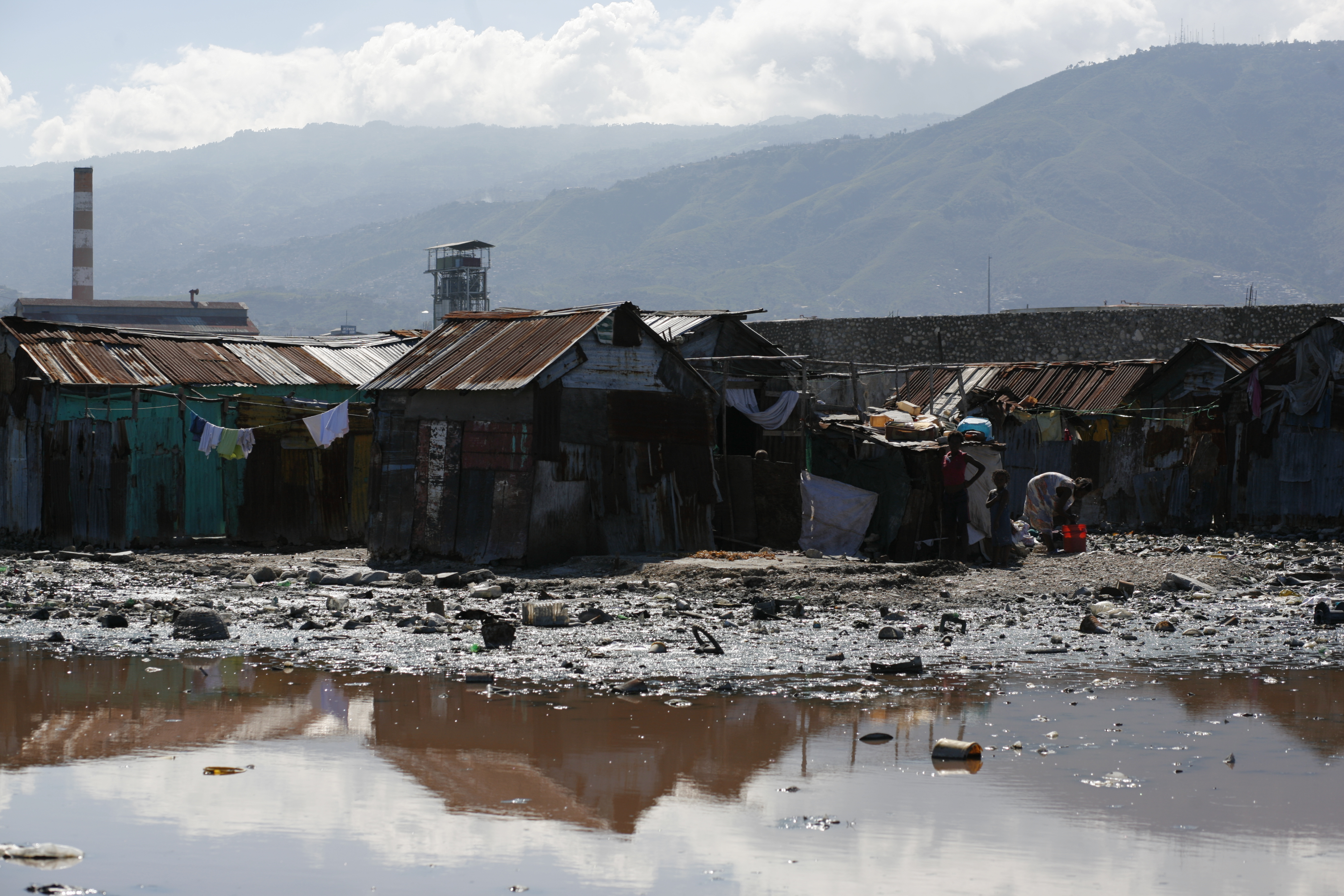
Cité Soleil (v překladu Město Slunce), Haiti
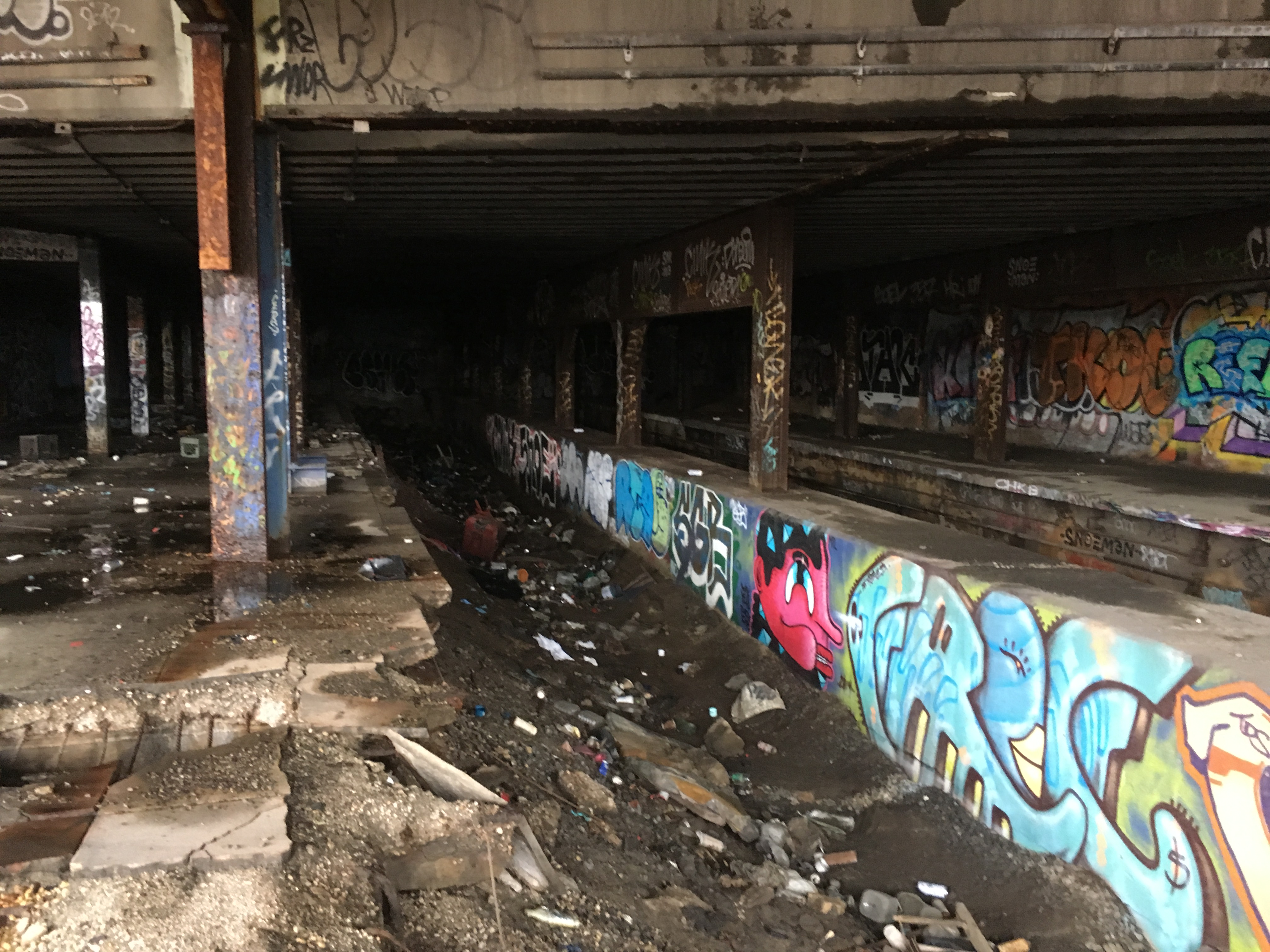
Zrušená stanice Segdwick Avenue v newyorské čtvrti Bronx
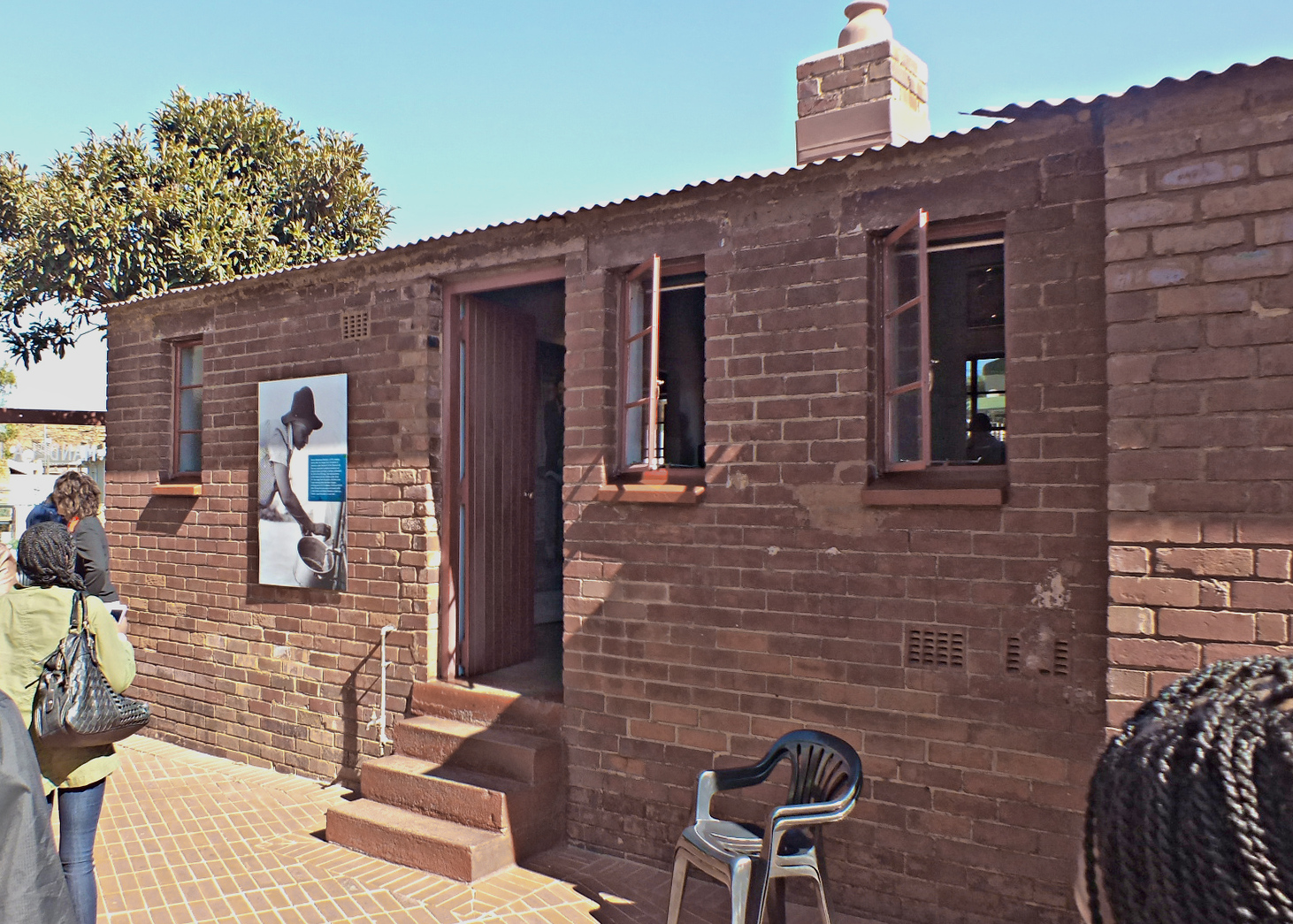
Dům Nelsona Mandely v Sowetu, dnes muzeum
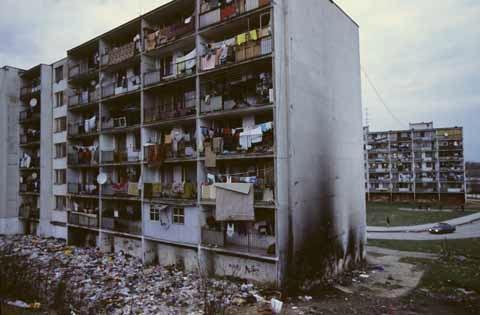
Košické sídliště Luník IX, východní Slovensko